# Kaplica bł. Jerzego Popiełuszki w Krakowie
Kaplica bł. Jerzego Popiełuszki – kaplica rzymskokatolicka znajdująca się w Krakowie, w Dzielnicy XII Bieżanów-Prokocim na os. Złocień, przy ul. Agatowej 39.

## Historia
Kaplica bł. Jerzego Popiełuszki jest jedną z najmłodszych świątyń rzymskokatolickich w Krakowie, zarazem pierwszą w tym mieście i drugą w Polsce (po kościele w podwarszawskiej Nunie) noszącą wezwanie bł. Jerzego Popiełuszki, beatyfikowanego w 2010 roku.
Starania o wybudowanie kaplicy przy szybko rozrastającym się osiedlu Złocień na obrzeżach Bieżanowa zaczęły się w 2007 r. Rok później powstał projekt autorstwa architektów Janusza Wieczorka i Barbary Jońca. 21 kwietnia 2009 r. zaczęto prace przy fundamentach. W ciągu lata zamknięto budowę murów parteru. 4 października w świątyni w stanie surowym pierwszą mszę św. odprawił ks. prałat Tadeusz Dziedzic. W 2010 r. wzniesiono pozostałe piętra i zadaszono budowlę, a 1 grudnia kaplica otrzymała portret ks. Jerzego, beatyfikowanego kilka miesięcy wcześniej. W 2011 r. wykonano instalację elektryczną, otynkowanie wnętrza i posadzkę. W 2012 r. budynek został ocieplony. 15 sierpnia tego roku, wraz z powstaniem parafii, oficjalnie nadano kaplicy imię bł. Jerzego Popiełuszki. Do 2014 r. trwały prace wykończeniowe.